# Đập Bản Kiều
Đập hồ chứa nước Bản Kiều (板橋水庫) là một đập trên sông Nhữ ở địa cấp thị Trú Mã Điếm của tỉnh Hà Nam, Trung Quốc. Đập này bị vỡ năm 1975, khiến 240.000 người chết.
Đập Bản Kiều được xây dựng vào thập niên 1950, sau đó được các kỹ sư Liên Xô gia cố lại. Năm 1975, con đập này đã bị cơn bão Nina tấn công với lượng mưa lớn, lên tới 63 inch.
Con đập Thạch Mạn Than ở thượng nguồn sông Hoài đã bị vỡ trước, tạo ra một bức tường nước khổng lồ dội vào đập Bản Kiều. Nửa giờ sau, đập Bản Kiều đã bị đổ sụp và cột nước cao tới 6m, với tốc độ chảy gần 30 dặm một giờ, cuốn phăng 60 con đập khác dọc đường đi, khiến hơn 171.000 người thiệt mạng, giao thông bị phá hủy hoàn toàn, làm hàng triệu người bị cô lập.